# Pleurothallis blepharopetala
Pleurothallis blepharopetala är en orkidéart som beskrevs av Rudolf Schlechter. Pleurothallis blepharopetala ingår i släktet Pleurothallis och familjen orkidéer. Inga underarter finns listade i Catalogue of Life.